# James Wycliffe Headlam-Morley
James Wycliffe Headlam-Morley (24 grudnia 1863 – 6 września 1929) – brytyjski historyk i filolog klasyczny, a także urzędnik państwowy i doradca rządu w zakresie Europy Środkowo-Wschodniej. 

## Wykształcenie
Ukończył Eton College, następnie studiował w King’s College w Cambridge, a także w Bernie, Getyndze i Berlinie. Słuchał wykładów Treitschkego i Delbrücka.

## Kariera zawodowa
W latach 1894-1900 był nauczycielem greki i historii starożytnej w prywatnej szkole średniej Queen's College w Londynie. Od 1904 r. do 1920 r. był wizytatorem angielskich szkół średnich w Board of Education. Podczas I wojny światowej pracował na stanowisku kierowniczym w Political Intelligence Departament (1918–1920) w Foreign Office. Departament ten był odpowiedzialny za gromadzenie informacji i wydawanie opinii na potrzeby brytyjskich delegatów na konferencję pokojową w Paryżu. Był autorem wielu publikacji propagandowych, m.in. The dead lands of Europe opisującej losy narodów Europy Środkowej w duchu sprzyjającym ich aspiracjom niepodległościowym. Jednym z jego informatorów w tym zakresie był August Zaleski. Headlam-Morley miał udział w redakcji tekstu Traktatu Wersalskiego, w odniesieniu do Wolnego Miasta Gdańska. Działał wówczas zgodnie z brytyjską strategią mającą na celu ograniczenie polskich nabytków terytorialnych kosztem Niemiec. W 1929 r. został uszlachcony w uznaniu zasług dla państwa.

## Życie prywatne
Był synem księdza anglikańskiego, a jego starszy brat został biskupem Gloucester. W 1893 r. poślubił Elsę Sonntag z Luneburga, z którą miał córkę Agnes, również historyczkę i wydawczynię pamiętników ojca.